# Volkmar Schurig
Volkmar Schurig (Aue-on-the-Muda, Saxònia, 24 de març de 1822 – Dresden, 31 de gener de 1899) fou un compositor alemany.
Anà a Dresden, on estudià amb Joseph Amadeus Schneider, Otto Julius i Uhlig, de 1842 a 1852 fou director del cor de la sinagoga de Dresden i, a més, de 1844 a 1856, organista de la parròquia anglicana i de 1856 a 1861 cantor i organista de la parròquia evangèlica de Budapest.
El 1861 tornà a Dresden, on fou, des de 1871, mestre de cant de l'Asil de Cecs, de 1873 a 1893 cantor de l'església de Santa Anna i des del 1876 professor de teoria de l'Acadèmia Rollfuss.
Va compondre un gran nombre d'obres, tant agradables com senzilles, especialment fantasies i preludis per a orgue, cors religiosos, motets, melodies per a una veu sola, duos, etc.